# Wydział Informatyki i Telekomunikacji Politechniki Wrocławskiej
Wydział Informatyki i Telekomunikacji (WIT) – jeden z trzynastu wydziałów Politechniki Wrocławskiej, jeden z największych wydziałów tego typu w Polsce. Powstał 15 września 2021 r z połączenia katedr pochodzących z trzech różnych wydziałów Politechniki Wrocławskiej: Elektroniki, Informatyki i Zarządzania oraz Podstawowych Problemów Techniki. Dyscyplinie Informatyka Techniczna i Telekomunikacja funkcjonującej na Wydziale przyznano kategorię naukową A.

## Struktura wydziału
- Katedra Automatyki, Mechatroniki i Systemów Sterowania
- Katedra Informatyki i Inżynierii Systemów
- Katedra Informatyki Stosowanej
- Katedra Informatyki Technicznej
- Katedra Inteligencji Obliczeniowej
- Katedra Podstaw Informatyki
- Katedra Systemów i Sieci Komputerowych
- Katedra Sztucznej Inteligencji
- Katedra Telekomunikacji i Teleinformatyki[3]

## Władze wydziału
- Dziekan prof. dr hab. inż. Andrzej Kucharski
- Prodziekan ds. kształcenia i dydaktyki prof. dr hab. inż. Robert Burduk
- Prodziekan ds. kształcenia i dydaktyki dr Maciej Gębala
- Prodziekan ds. kształcenia i dydaktyki dr inż. Bogumiła Hnatkowska
- Prodziekan ds. ogólnych dr hab. inż. Dariusz Król, prof. PWr
- Prodziekan ds. studenckich dr hab. inż. Paweł Wachel, prof. PWr[4]

## Edukacja
Obecnie wydział daje możliwość podjęcia nauki na trzynastu kierunkach w języku polskim lub angielskim:
- Cyberbezpieczeństwo
- Informatyczne systemy automatyki
- Informatyka algorytmiczna
- Informatyka stosowana
- Informatyka techniczna
- Inżynieria systemów
- Sztuczna inteligencja
- Teleinformatyka
- Telekomunikacja
- Zaufane systemy sztucznej inteligencji
- Computer Science
- Computer security
- Computer Engineering